# Иљескас
Иљескас (шп. Illescas) град је у Шпанији у аутономној заједници Кастиља-Ла Манча у покрајини Толедо. Према процени из 2017. у граду је живело 26 672 становника.

## Становништво
Према процени, у граду је 2017. живело 26 672 становника.
| 2017.  |
| ------ |
| 26.672 |